# Aszalós Adorján
Aszalós Adorján (Szeged, 1929. május 19. – Washington, 2017) magyar-amerikai rákkutató, sejtbiológus, biofizikus kutatóprofesszor, a Magyar Tudományos Akadémia külső tagja 1995 óta. Marylandben, a Nemzeti Egészségügyi Intézet Nemzeti Rákkutuató Intézetének Sejtbiológia Laboratóriumában dolgozott.

## Életpályája
Diplomaszerzés után az Állami Borkősav Gyárban, majd az Élelmiszeripari Kutató Intézetben dolgozott. Ez idő alatt a Műszaki Egyetemen is dolgozott félállásban, mint kutató. 
1956-ban elhagyni kényszerült Magyarországot. Fél évig az osztrák keményítőiparban tevékenykedett, 1957-ben az USA-beli Tudományos Akadémia meghívására az Amerikai Egyesült Államokban telepedett le. 1959-ig egy biopolimer kutatóintézetben alkalmazásában állt. 
1962-ben a Bécsi Műszaki Egyetemen doktorátust szerzett biológiai kémiából majd visszatért az USA-ba, és a Rutgers Egyetemen töltött egy évet, mint posztdoktor. Később évekig itt tanított mellékállásban biológiai kémiát. 
1963- ban meghívást kapott a Squibb Institute for Medical Research-be, ahol rák ellenes gyógyszerek előállítására, hatásának vizsgálatára kapott megbízást. 1974-ben felállított egy kemoterápiai osztályt a National Cancer Intitute-ban. Ebben a két intézetben több rák ellenes vegyületet izolált és határozta meg szerkezetét és hatását.
1989-től a Food and Drug Administration kutató laboratóriumában folytatta tevékenységét 2000-ig. Itt folytatta a rák ellenes gyógyszerek kutatását, de foglalkozott immunoszupresszor és AIDS elleni vegyületek biológiai hatásával is. 
Több amerikai tudományos egyesület és akadémia is a tagjai közé választotta.
1994-ben a Magyar Tudományos Akadémia tagjává választották. Több mint száz tudományos közleménye jelent meg, huszonkét kötet tudományos könyvet írt és szerkesztett. 
Édesapja emlékére alapítványi díjat osztott ki évente erdélyi egészségügyi és szociális tevékenységű kiváló magyaroknak.

## Díjai, elismerései
- Hybest-díj (1996)
- US Health and Human Services Commandable Service-díj (1990)
- Food and Drug Administration Excellence-díj (1984)
- Industrial Research-díj (1972)
- US Army Research-díj (1961)